# Ghiaroni
Ghiaroni is een Italiaans historisch merk van bromfietsen.
Efrem Ghiaroni richtte zijn bedrijf al in 1966 op maar presenteerde pas in 1969 zijn eerste bromfiets. Vanaf dat moment bleef men bromfietsen maken en in 1974 betrok Ghiaroni een nieuwe fabriek in Vignola bij Modena. In de jaren zeventig kwamen er nieuwe modellen als de Dream, New Deal en Surprise, gevolgd door de bromfietsen voor jongeren die Bimbo TNT, Bimbo Bip Bip en Klin heetten. In de jaren tachtig werden deze modellen vernieuwd. Ze hadden Franco Morini-blokken.
In de jaren tachtig verscheen de "Brooklyn-serie", robuuste bromfietsen met een stalen ruggengraatframe, een hydraulisch gedempte voorvork en hydraulisch gedempte swingarm met instelbare vering. Bij deze serie hoorden de Ghiaroni Camel en de Ghiaroni Line, die schijfremmen in het voorwiel hadden.